# جوشان (گلباف)
جوشان، بخشی در شهرستان گلباف، استان کرمان ایران است. این شهر دربخش جوشان قرار داشته و براساس آخرین سرشماری مرکز آمار ایران که در سال ۱۳۸۵ صورت گرفته، جمعیت آن۴٬۴۲٠نفر بوده‌است.